# 落語家一覧
落語家一覧は、落語家の五十音順一覧である。†印は空き名跡。

## 江戸・東京
東京の落語家の一覧。雷門小福一門は名古屋を拠点として活動しているが、系統の関係からこちらに記載する。

### あ行

#### あ
- 朝寝坊のらく †（三代目まで）
- 朝寝坊むらく †（九代目まで）

#### い
- 石井宋叔 †（事蹟が判明しているのは二代目まで。資料によっては五代目もしくは六代目まで存在していたとあるが、四代目以降は全く不明。六代目は資料によっては四代目になっており、また三代目は二代目の実子である事のみ判明。）
- 一玄亭米多朗
- いなせ家半七 †
- 入舟辰乃助
- 入船亭扇海
- 入船亭扇橋（当代は十代目）
- 入船亭扇好（当代は二代目）
- 入船亭扇治
- 入船亭扇蔵（当代は四代目）
- 入船亭扇太
- 入船亭扇辰
- 入船亭扇遊
- 入船亭扇里
- 入船亭遊京

#### う
- 烏亭焉馬 †（三代目まで）
- 雲龍亭雨花

#### お
- 鶯春亭梅橋 †
- 翁家さん馬 †（十代目まで）

### か行

#### か
- 快楽亭ブラック（当代は二代目）
- 桂歌助
- 桂歌蔵
- 桂歌春
- 桂歌丸 †
- 桂歌若
- 桂右團治
- 桂右女助（当代は四代目）
- 桂枝助 †
- 桂枝太郎 （当代は三代目）
- 桂圓枝†（三代目まで）
- 桂銀治
- 桂慶枝 （当代は五代目）
- 桂小右治
- 桂小金治†（二代目まで）
- 桂小南 （当代は三代目）
- 桂小文治（当代は三代目）
- 桂才賀 †
- 桂松福
- 桂翔丸
- 桂伸衛門
- 桂しん華
- 桂伸治（当代は三代目）
- 桂伸乃介 †
- 桂扇生
- 桂竹丸
- 桂竹紋
- 桂蝶の治
- 桂藤兵衛（当代は三代目）
- 桂富丸
- 桂夏丸
- 桂南喬
- 桂南なん
- 桂南馬
- 桂南八 †
- 桂南楽
- 桂ひな太郎
- 桂文月
- 桂文生（当代は三代目）
- 桂文治 （当代は十一代目）
- 桂文雀（当代は三代目）
- 桂文朝 †（二代目まで）
- 桂文ぶん
- 桂文楽（当代は九代目）
- 桂三木助 （当代は五代目）
- 桂宮治
- 桂文字助†（四代目まで）
- 桂やまと（当代は三代目）
- 桂幸丸
- 桂米助
- 桂米福
- 桂米丸（当代は四代目）
- 雷門喜助
- 雷門小助六（当代は三代目）
- 雷門助六（当代は九代目）
- 雷門福助 †（二代目まで）
- 川柳川柳 †
- 川柳つくし

#### き
- 喜久亭寿楽 †（四代目まで）
- 金原亭杏寿
- 金原亭生駒
- 金原亭馬治
- 金原亭馬太郎
- 金原亭馬の助（当代は二代目）
- 金原亭小駒
- 金原亭小馬生
- 金原亭駒三
- 金原亭伯楽
- 金原亭馬久
- 金原亭馬玉（二代目まで）
- 金原亭馬好 †（五代目まで）
- 金原亭馬生（当代は十一代目）
- 金原亭馬遊
- 金原亭世之介
- 金原亭龍馬
- 錦笑亭満堂

#### こ
- 五街道雲助（当代は六代目）
- 古今亭今輔 （当代は六代目）
- 古今亭右朝 †
- 古今亭圓菊（当代は三代目）
- 古今亭菊寿
- 古今亭菊志ん
- 古今亭菊輔
- 古今亭菊太楼
- 古今亭菊千代
- 古今亭菊之丞
- 古今亭菊春
- 古今亭菊正
- 古今亭菊丸
- 古今亭菊龍
- 古今亭ぎん志
- 古今亭駒治
- 古今亭駒子
- 古今亭寿輔（当代は四代目）
- 古今亭駿菊
- 古今亭志ん橋 （当代は七代目）
- 古今亭志ん五（当代は二代目）
- 古今亭志ん好（当代は五代目）
- 古今亭志ん駒 †
- 古今亭志ん雀
- 古今亭志ん上 †
- 古今亭志ん生 †（五代目まで）
- 古今亭志ん輔
- 古今亭志ん朝 †（三代目まで）
- 古今亭志ん馬 †（七代目まで）
- 古今亭志ん松
- 古今亭志ん丸（当代は三代目）
- 古今亭志ん彌
- 古今亭志ん陽
- 古今亭伝輔
- 古今亭八朝 †
- 古今亭始
- 古今亭雛菊
- 古今亭文菊
- 古今亭佑輔
- 五明樓玉の輔

### さ行

#### さ
- 三笑亭可風
- 三笑亭可楽（当代は九代目）
- 三笑亭可龍
- 三笑亭小夢
- 三笑亭笑三 †
- 三笑亭茶楽
- 三笑亭夢三四 †
- 三笑亭夢楽 †
- 三笑亭夢太朗
- 三笑亭夢之助 †
- 三笑亭夢花
- 三笑亭夢丸（当代は二代目）
- 山松亭圓喬 †（二代目まで）
- 三遊亭藍馬
- 三遊亭愛楽
- 三遊亭青森
- 三遊亭あら馬
- 三遊亭伊織
- 三遊亭右京（当代は二代目）
- 三遊亭右左喜
- 三遊亭歌司
- 三遊亭歌太郎 †
- 三遊亭歌彦
- 三遊亭歌武蔵
- 三遊亭歌奴（当代は四代目）
- 三遊亭右紋 †
- 三遊亭栄馬 †
- 三遊亭栄楽
- 三遊亭栄豊満
- 三遊亭圓右 †（三代目まで）
- 三遊亭圓王
- 三遊亭圓歌（当代は四代目）
- 三遊亭圓橘（当代は六代目）
- 三遊亭圓好 †（七代目まで）
- 三遊亭圓左 †（四代目まで）
- 三遊亭圓雀 （当代は六代目）
- 三遊亭圓生 †（六代目まで）
- 三遊亭圓丈 †（三代目まで）
- 三遊亭圓輔（当代は三代目）
- 三遊亭圓窓 †（六代目まで）
- 三遊亭圓太
- 三遊亭圓朝 †（二代目まで）
- 三遊亭圓馬（当代は五代目）
- 三遊亭圓福
- 三遊亭圓丸（当代は二代目）
- 三遊亭圓遊（当代は五代目）
- 三遊亭円楽（当代は七代目）
- 三遊亭圓龍 †
- 三遊亭圓彌 †
- 三遊亭王楽 †
- 三遊亭鬼丸
- 三遊亭歌橘（当代は三代目）
- 三遊亭歌実
- 三遊亭歌雀 †（三代目まで）
- 三遊亭歌笑（当代は三代目）
- 三遊亭歌扇
- 三遊亭歌る多
- 三遊亭吉窓
- 三遊亭朝橘
- 三遊亭究斗
- 三遊亭京楽
- 三遊亭貴楽
- 三遊亭金翁 †（二代目まで）
- 山遊亭金太郎 （当代は四代目）
- 三遊亭金朝（当代は四代目）
- 三遊亭金馬（当代は五代目）
- 三遊亭金八
- 三遊亭金也
- 三遊亭金遊 †
- 山遊亭くま八
- 三遊亭ぐんま
- 三遊亭兼太郎
- 三遊亭兼好
- 三遊亭好一郎
- 三遊亭小歌
- 三遊亭好太郎
- 三遊亭好の助
- 三遊亭好二郎
- 三遊亭好楽
- 三遊亭小圓右（当代は三代目）
- 三遊亭小圓朝 †（四代目まで）
- 三遊亭小圓馬 †（四代目まで）
- 三遊亭小圓遊 †（四代目まで）
- 三遊亭小圓楽
- 三遊亭小金馬 †（三代目まで）
- 三遊亭五九楽
- 三遊亭小笑
- 三遊亭小とり
- 三遊亭ごはんつぶ
- 三遊亭小遊三
- 三遊亭彩大
- 三遊亭左圓馬 †
- 三遊亭左遊 †（二代目まで）
- 三遊亭志う歌
- 三遊亭丈二
- 三遊亭丈助
- 三遊亭生之助 †
- 三遊亭笑遊
- 三遊亭上楽
- 三遊亭新朝 †（五代目まで）
- 三遊亭仁馬
- 三遊亭真楽
- 三遊亭神楽
- 三遊亭扇馬
- 三遊亭全楽
- 三遊亭窓輝
- 三遊亭窓里
- 三遊亭鯛好
- 三遊亭大楽
- 三遊亭多歌介 †
- 三遊亭司
- 三遊亭天どん
- 三遊亭道楽
- 三遊亭ときん
- 三遊亭とん馬（当代は三代目）
- 三遊亭とん楽
- 三遊亭仁之吉
- 三遊亭白鳥
- 三遊亭花金
- 三遊亭百生 †（二代目まで）
- 三遊亭ふう丈
- 三遊亭福圓遊 †
- 三遊亭鳳好
- 三遊亭鳳志
- 三遊亭鳳笑
- 三遊亭鳳楽
- 三遊亭ぽん太 （当代は二代目）
- 三遊亭萬橘（当代は四代目）
- 三遊亭萬次郎
- 三遊亭萬窓
- 三遊亭美よし
- 三遊亭遊喜
- 三遊亭遊吉
- 三遊亭佑行
- 三遊亭遊三（当代は三代目）
- 三遊亭遊七
- 三遊亭遊雀
- 三遊亭遊史郎
- 三遊亭遊朝
- 三遊亭遊之介
- 三遊亭遊馬
- 三遊亭楽市
- 三遊亭楽生
- 三遊亭楽大
- 三遊亭楽天
- 三遊亭楽之介
- 三遊亭楽春
- 三遊亭楽松
- 三遊亭楽麻呂
- 三遊亭楽京
- 三遊亭らん丈
- 三遊亭律歌
- 三遊亭竜楽
- 三遊亭良楽
- 三遊亭れん生
- 三遊亭若圓歌
- 三遊亭わん丈

#### し
- 司馬龍生 †（九代目まで）
- 春風亭愛橋（当代は四代目）
- 春風亭一猿
- 春風亭一蔵
- 春風亭一之輔
- 春風亭一花
- 春風亭いっ休
- 春風亭一左
- 春風亭一朝
- 春風亭一柳 †
- 春風亭栄橋 †
- 春風亭栄枝 †（七代目まで）
- 春風亭枝次
- 春風亭かけ橋
- 春風亭鹿の子 †
- 春風亭華柳（当代は二代目）
- 春風亭㐂いち
- 春風亭小朝
- 春風亭鯉枝
- 春風亭小柳
- 春風亭小柳枝（当代は九代目）
- 春風亭三朝
- 春風亭枝雀 †（七代目まで）
- 春風亭昇吉
- 春風亭笑好
- 春風亭昇咲
- 春風亭昇々
- 春風亭昇輔
- 春風亭昇太
- 春風亭正朝
- 春風亭昇乃進
- 春風亭昇也
- 春風亭昇りん
- 春風亭勢朝
- 春風亭だいえい
- 春風亭朝枝
- 春風亭朝之助
- 春風亭傳枝（当代は十代目）
- 春風亭年枝 †（二代目まで）
- 春風亭柏枝（当代は八代目）
- 春風亭梅朝
- 春風亭弁橋
- 春風亭百栄
- 春風亭与いち
- 春風亭吉好
- 春風亭鯉づむ
- 春風亭柳桜（四代目まで）
- 春風亭柳橋（当代は八代目）
- 春風亭柳好（当代は五代目）
- 春風亭柳枝（当代は九代目）
- 春風亭柳雀
- 春風亭柳昇 †（五代目まで）
- 春風亭柳城
- 春風亭柳太郎（当代は二代目）
- 春風亭柳朝（当代は六代目）
- 春風亭柳之助
- 松柳亭鶴枝（当代は四代目）
- 蜃気楼龍玉（当代は三代目）

#### す
- 隅田川馬石（当代は四代目）

#### せ
- 昔昔亭A太郎
- 昔昔亭喜太郎
- 昔々亭慎太郎
- 昔昔亭昇
- 昔昔亭桃太郎
- 昔昔亭桃之助
- 全亭武笙

### た行

#### た
- 台所おさん
- 瀧川鯉三郎
- 瀧川鯉太
- 瀧川鯉津
- 瀧川鯉斗
- 瀧川鯉八
- 瀧川鯉橋
- 瀧川鯉昇
- 瀧川鯉朝
- 橘ノ杏奈
- 橘ノ圓満
- 橘ノ圓 †（三代目まで）
- 橘家圓十郎
- 橘家圓蔵 †（八代目まで）
- 橘家圓太郎（当代は八代目）
- 橘家圓平 †
- 橘家蔵之助（当代は二代目）
- 橘家竹蔵
- 橘家富蔵
- 橘家仲蔵
- 橘家半蔵
- 橘家二三蔵 †
- 橘家文吾（当代は二代目）
- 橘家文蔵（当代は三代目）
- 橘家文太
- 立川焉馬 †（四代目まで）
- 立川雲水
- 立川キウイ
- 立川吉幸
- 立川吉笑
- 立川金馬 †（四代目まで）
- 立川幸朝
- 立川幸之進
- 立川小春志
- 立川こしら
- 立川小談志（当代は二代目）
- 立川左平次
- 立川志ゑん
- 立川志獅丸
- 立川志の輔
- 立川志の八
- 立川志の春
- 立川志の彦
- 立川志のぽん
- 立川志遊
- 立川生志
- 立川志らく
- 立川志ら玉
- 立川志ら乃
- 立川志らべ
- 立川志らら
- 立川成幸
- 立川ぜん馬（当代は六代目）
- 立川談吉
- 立川談慶
- 立川談志 †（七代目まで）
- 立川談幸
- 立川談修
- 立川談春
- 立川談笑（当代は六代目）
- 立川談四楼
- 立川談之助
- 立川晴の輔
- 立川平林
- 立川文都 †（六代目まで）
- 立川らく次
- 立川龍志
- 立川笑えもん
- 立川わんだ
- 玉屋柳勢（当代は六代目）
- 談洲楼燕枝 †（二代目まで）

#### ち
- 蝶花楼馬楽 †（七代目まで）
- 蝶花楼桃花

#### つ
- 月の家圓鏡（当代は六代目）
- 月の家小圓鏡（当代は二代目）

#### と
- 桃月庵黒酒
- 桃月庵こはく
- 桃月庵白浪
- 桃月庵白酒（当代は三代目）
- 東生亭世楽（当代は三代目）
- 登龍亭篭二
- 登龍亭幸福
- 登龍亭獅篭
- 登龍亭獅鉄
- 登龍亭福三
- 土橋亭里う馬（当代は十代目）

### な行

#### に
- 人情亭錦紅 †（四代目まで）

### は行

#### は
- 八光亭春輔（当代は三代目）
- 初音家左橋
- 林家あんこ
- 林家うん平
- 林家かん平
- 林家木久扇
- 林家木久蔵（当代は二代目）
- 林家木久彦
- 林家きく姫
- 林家きく麿
- 林家久蔵
- 林家きよ彦
- 林家希林
- 林家錦平
- 林家ぎん平
- 林家けい木
- 林家源平
- 林家こん平 †
- 林家咲太朗
- 林家三平（当代は二代目）
- 林家しゅう平
- 林家正雀
- 林家正蔵（当代は九代目）
- 林家しん平
- 林家たい平
- 林家たけ平
- 林家たこ蔵
- 林家種平
- 林家たま平
- 林家つる子
- 林家時蔵
- 林家とんでん平
- 林家なな子
- 林家のん平
- 林家はな平
- 林家彦いち
- 林家彦三
- 林家彦丸
- 林家彦六 †
- 林家ひろ木
- 林家ぽん平
- 林家ぼたん
- 林家まめ平
- 林家やま彦
- はやし家林蔵 †（五代目）
- 春風一刀
- 春雨や晴太
- 春雨や雷蔵（当代は四代目）

#### へ
- 弁財亭和泉

### ま行

#### み
- 三升家勝次郎 †（4代目まで）
- 三升家勝蔵 †（4代目まで）
- 三升家勝太郎 †
- 三升家小勝（当代は8代目、三升家勝二→）
- 都家歌六 †（当代は8代目、三遊亭万遊→）

#### む
- むかし家今松（当代は7代目、金原亭駒次→）
- 夢月亭歌麿 †
- 夢月亭清麿（柳家雪之丞→夢月亭歌麿→）

### や行

#### や
- 柳家あお馬
- 柳家一琴（柳家桂助→3代目横目家助平→）
- 柳家一九（小まめ→小満女→）
- 柳家燕弥（さん太→右太楼→）
- 柳家枝太郎 †（4代目まで）
- 柳家海舟（り助→麟太郎→）
- 柳家花ごめ
- 柳家我太楼（太助→）
- 柳家花飛（フラワー→）
- 柳家花緑（九太郎→小緑→）
- 柳家勧之助（緑太→花ん謝→）
- 柳家菊語楼 †（2代目まで）
- 柳家㐂三郎（小ぞう→小太郎→）
- 柳家喜多八 †
- 柳家吉緑
- 柳家喬志郎（さん坊→喬四郎→）
- 柳家喬太郎（さん坊→）
- 柳家喬之助（さん市→）
- 柳家金語楼 †（三遊亭金登喜→小金馬→柳家金三→）
- 柳家金三（当代は3代目）
- 柳家金蔵 †
- 柳家禽太夫（小のり→）
- 柳家金太夫 †（元5代目立川談志）
- 柳家きん平 †（三遊亭金平→）
- 柳家圭花
- 柳家小ゑん（みのる→みの助→）
- 柳家小袁治（マコト→さん治→）
- 柳家小きん（当代は11代目、小助→）
- 柳家小さん（当代は6代目、小太郎→小きん→3代目三語楼→）
- 柳家小三治 †（10代目まで）
- 柳家小三太（小たか→）
- 柳家小志ん（当代は5代目、喬の字→）
- 柳家小せん（当代は5代目、鈴々舎わか馬→）
- 柳家小団治（当代は6代目）
- 柳家小太郎（左ん坊→）
- 柳家小傳次（さん市→喬之進→）
- 柳家小のぶ（小延→）
- 柳家小はぜ
- 柳家小はだ
- 柳家小八（当代は2代目、小たま→ろべえ→）
- 柳家小はん †（2代目まで）
- 柳家小蝠†（当代は5代目、立川志っ平→桂前助→）
- 柳家小ふね
- 柳家小平太
- 柳家小満ん（当代は3代目）
- 柳家小もん
- 柳家小里ん（小たけ→）
- 柳家権太楼（当代は3代目、ほたる→さん光→）
- 柳家権之助（ごん坊→ほたる→）
- 柳家さん花
- 柳家さん吉 †
- 柳家さん喬（小稲→）
- 柳家三好 †（2代目まで）
- 柳家三語楼（当代は4代目）
- 柳家三三（小多け→）
- 柳家さん枝（桂文吉→）
- 柳家三寿 †
- 柳家さん生（小勇→）
- 柳家三之助（小ざる→）
- 柳家さん八（当代は2代目、そう助→）
- 柳家さん福（小富→さん弥→）
- 柳家さん助（当代は3代目。さん角→さん弥→）
- 柳家さん遊（2020年7月、六代目柳亭小燕枝より改名）
- 柳家獅堂（鈴々舎馬頭→柳家風太郎→）
- 柳家〆治（小りた→）
- 柳家甚語楼（太一→さん光→、当代は3代目）
- 柳家せん八 †
- 柳家つば女 †（6代目まで、小助→小きん→）
- 柳家東三楼（当代は3代目）
- 柳家花いち
- 柳家はん治（小はぜ→）
- 柳家風柳
- 柳家福治（つむ治→）
- 柳家福多楼（おじさん→さん光→）
- 柳家蝠丸（当代は2代目）
- 柳家平和（当代は2代目、いっぽん→かゑる→）
- 柳家やなぎ
- 柳家緑助
- 柳家緑太
- 柳家緑也
- 柳家わさび（生ねん→）

#### よ
- 横目家助平 †（3代目まで。3代目は柳家一琴の二つ目時代の名乗り。）
- 吉原朝馬（当代は4代目）
- 吉原馬雀（三遊亭ございます→三遊亭天歌→）

### ら行

#### ら
- らぶ平（公平→林家らぶ平→）

#### り
- 柳亭市好
- 柳亭市寿
- 柳亭市次郎
- 柳亭市童
- 柳亭市馬（当代は4代目）
- 柳亭市松
- 柳亭市弥†（市也→）
- 柳亭市楽（市朗→）
- 柳亭市若
- 柳亭燕三（市丸→市江→）
- 柳亭燕路（当代は7代目、柳家九治→）
- 柳亭金車（小丸→）
- 柳亭小燕枝（当代は8代目）
- 柳亭小痴楽（当代は3代目、桂ち太郎→柳亭ち太郎→）
- 柳亭こみち
- 柳亭左楽（当代は6代目、桂文平→）
- 柳亭左龍（当代は6代目、柳家小太郎→）
- 柳亭信楽（楽ちん→）
- 柳亭芝楽（当代は11代目、春風亭昇七→春風亭笑橋→昔昔亭笑橋→昔昔亭笑海→）
- 柳亭春楽
- 柳亭痴楽 †（5代目まで、痴太郎→小痴楽→）
- 柳亭風五（春風亭木久枝→柳亭風之進→）
- 柳亭風枝（三遊亭百助→柳家とんぼ→）
- 柳亭明楽
- 柳亭楽輔

#### れ
- 鈴々舎鈴之助（鈴の助→）
- 鈴々舎馬桜（立川談吾→談生→）
- 鈴々舎馬風（当代は5代目、柳家小光→柳家かゑる→）
- 鈴々舎馬るこ
- 鈴々舎美馬
- 鈴々舎八ゑ馬（やえ馬→）

## 上方
関西の落語家の一覧

### あ
あ
- 明石家さんま
- 明石家のんき

う
- 浮世亭○○ †（『うきよていまるまる』と訓む。後の川上音二郎。二世曽呂利新左衛門の門下。落語家としての活動時期は短かった。）

お
- 大隈柳丈 †（3代目春風亭柳枝の門人。当初より「大隈」を亭号としていた。明治末期から大正にかけての頃に上方に定着し京都に住んでいた。落語家になる前は医師で上方に来てからは医業も兼業していたらしい）

### か
か
- 桂あおば
- 桂阿か枝
- 桂あさ吉
- 桂あやめ（当代は3代目）
- 桂壱之輔
- 桂一蝶
- 桂一奴 †（2代目まで）
- 桂歌團治 †（2代目まで）
- 桂歌之助 （当代は3代目）
- 桂右之助 †
- 桂梅團治（当代は4代目）
- 桂枝三郎（当代は3代目、3代目は桂三太→）
- 桂燕太郎 †
- 桂小軽
- 桂音也 †（元朝日放送アナウンサーの今井清之。朝日放送時代に桂枝雀に弟子入りし、フリーに転向後は落語家との兼業でアナウンサーでは「今井音也」落語家では「桂音也」と名を使い分けていた。新作落語や古典落語の改作を手がけ、また自身の勉強会「音也寄席」を主宰するなど、名ばかりもしくは片手間の落語家とは一線を画していた。晩年枝雀から破門されている）
- 桂かい枝
- 桂勝枝 †（当代桂小文枝が「桂きん枝」時代に不祥事による謹慎明け後の約1年間名乗っていた。）
- 桂華紋
- 桂菊團治 †（2代目まで）
- 桂吉の丞
- 桂吉坊
- 桂吉弥
- 桂吉朝 †
- 桂喜丸 †
- 桂きん枝 †
- 桂きん太郎
- 桂九雀
- 桂慶枝（当代は5代目）
- 桂慶治朗
- 桂紅雀
- 桂小梅
- 桂小枝
- 桂こけ枝
- 桂小鯛（元「桂とま都」。師である桂都丸の4代目塩鯛襲名に伴い改名した。当代は代数を名乗っていないが、過去に“桂小鯛”を名乗った落語家が存在する。）
- 桂児團治 †
- 桂小南光 †
- 桂小春團治（当代は3代目）
- 桂小文吾†
- 桂小文枝（当代の4代目は元「桂きん枝」）
- 桂小米喬 †
- 桂小米朝（3代目まで）
- 桂小米（当代の11代目は元「桂すずめ」）
- 桂咲之輔
- 桂ざこば †（2代目まで）
- 桂三河
- 桂佐ん吉
- 桂三金 †
- 桂三語
- 桂三幸
- 桂三五郎 †
- 桂三輝
- 桂三枝 †（六代桂文枝が襲名まで45年に渡って名乗っていた名。「三枝」は本来上方立川流の名跡である）
- 桂三若
- 桂三四郎
- 桂三扇
- 桂三象
- 桂三段
- 桂さん都 †
- 桂三度（渡辺鐘→世界のナベアツ）
- 桂三ノ助
- 桂三馬枝
- 桂三八 †
- 桂三発
- 桂三風
- 桂三歩
- 桂三実
- 桂三弥 †
- 桂塩鯛 （当代の4代目は元「桂都丸」。本来は“鹽鯛”と書く。）
- 桂枝雁 †
- 桂枝光（2代目まで）
- 桂枝雀 †（2代目まで）
- 桂枝曾丸（当代は2代目）
- 桂七福
- 桂枝女太
- 桂治門
- 桂雀五郎
- 桂雀三郎（当代は3代目）
- 桂雀々
- 桂雀太
- 桂雀喜
- 桂春蝶（当代は3代目）
- 桂昇蝶
- 桂次郎坊 †
- 桂しん吉
- 桂すずめ　俳優・三林京子（当代は2代目）
- 桂勢朝
- 桂扇枝 †（2代目まで）
- 桂千朝
- 桂そうば
- 桂惣兵衛（当代は2代目）
- 桂鯛蔵（当代の2代目は元「桂さん都」。師である桂都丸の4代目塩鯛襲名に伴い改名した。）
- 桂貴春
- 桂玉團治 †（3代目まで）
- 桂團治 †
- 桂団治郎
- 桂談枝 †（2代目まで）
- 桂團輔 †
- 桂団朝
- 桂團丸 †
- 桂ちきん
- 桂茶がま
- 桂朝太郎
- 桂ちょうば
- 桂小留
- 桂珍念（元漫才師の未来世紀01・02）
- 桂出丸
- 桂藤龍 †
- 桂とま都 †
- 桂寅之輔
- 桂とんぼ †
- 桂都んぼ †
- 桂南光（当代の3代目は、元「桂べかこ」）
- 桂南天（当代は2代目）
- 桂仁左衛門 †
- 桂二乗
- 桂二葉
- 桂猫丸 †（2代目まで）
- 桂梅香 †（3代目まで）
- 桂梅枝（当代は4代目）
- 桂花團治  （当代の3代目は、元「桂蝶六」）
- 桂春駒 †
- 桂春雨
- 桂春團治（当代の4代目は、元「桂春之輔」）
- 桂春若
- 桂ひろば
- 桂福枝（当代は元「桂恩狸」）
- 桂福車 †
- 桂福團治（当代は4代目）
- 桂福点
- 桂福丸
- 桂福矢
- 桂福楽（当代の2代目は、元「桂小福」）
- 桂福六
- 桂福若
- 桂文華
- 桂文我（当代の4代目は、元「桂雀司」）
- 桂文喬
- 桂文吾 （当代は6代目）
- 桂文五郎
- 桂文紅 †（4代目まで）
- 桂文三 （当代は5代目。初代は後の2代目桂文枝）
- 桂文左衛門 †
- 桂文枝 （当代は6代目、元「桂三枝」）
- 桂文雀 †
- 桂文春 †（元「桂文時」）
- 桂文昇（当代の4代目は、元「桂小國」）
- 桂文太
- 桂文團治 †（4代目まで）
- 桂文珍
- 桂文蝶 †
- 桂文之助
- 桂文福
- 桂文也
- 桂文屋 †
- 桂文鹿（元「桂ちゃん好」）
- 桂米喬 †（2代目まで）
- 桂米紫 （当代の4代目は元「桂都んぼ」。師である桂都丸の4代目塩鯛襲名に伴い改名した。）
- 桂米朝 †（3代目まで）
- 桂べかこ †（3代目まで。本来の表記は「桂米歌子」で2代目が途中で「桂べかこ」に改める。3代目も当初は漢字表記だったが女性に間違えられた事から平仮名表記に改めた）
- 桂坊枝
- 桂ぽんぽ娘（先代にあたる初代桂ぽんぽこが居たが代数は名乗っていない）
- 桂まめだ
- 桂鞠輔
- 桂丸福
- 桂まん我
- 桂萬光 †（3代目まで）
- 桂三木丸 †
- 桂む雀
- 桂桃太郎 †
- 桂紋四郎
- 桂八十八（当代の2代目は元「桂宗助」）
- 桂弥太郎
- 桂優々
- 桂米輝
- 桂よね吉（米吉→）
- 桂米左
- 桂米二
- 桂米若 †
- 桂米治郎 †
- 桂米輔
- 桂米蔵
- 桂米太郎 †（2代目まで）
- 桂米團治（当代は5代目）
- 桂米之助（当代は4代目）
- 桂米八
- 桂米裕
- 桂米平
- 桂楽珍
- 桂力造（当代は2代目）
- 桂柳枝 †
- 桂わかば
- 桂和歌ぽん
- 桂家雁篤 †

き
- 気取家延若 †
- 銀河亭かなめ †（月亭かなめ→。元ぜんじろう＆かなめ）

### さ
さ
- 三笑亭吾妻 †（2代目まで）
- 三笑亭可楽 †（共に京都で活動していた落語家が5代目と6代目を名乗っている。5代目は4代目笑福亭吾竹が、6代目は上方初代三笑亭芝楽が襲名している）
- 三笑亭芝楽 †（上方では2代目まで。但し歴代に数えられていない“三笑亭芝楽”がもう一人いる）
- 三遊亭圓子 †（勝手に三遊亭を名乗っていた）
- 三遊亭圓遊 †（2代目のみ）
- 三遊亭圓若 †（2代目まで）
- 三遊亭小円 †（のち三遊亭小圓治と組んで漫才に転向した。その後に組んだ木村栄子との夫婦漫才の方が有名。上方では他に二人同名の落語家がいる）
- 三遊亭小圓治 †
- 三遊亭志ん蔵 †

し
- 笑福亭右喬
- 笑福亭羽光
- 笑福亭圓歌 †
- 笑福亭圓三郎 †
- 笑福亭圓笑 （当代は4代目。当代は“円笑”と号している。猿笑→）
- 笑福亭圓篤 †
- 笑福亭鶴志
- 笑福亭鶴笑
- 笑福亭学光
- 笑福亭木鶴 †（2代目まで）
- 笑福亭吉右衛門 †
- 笑福亭喬若
- 笑福亭喬介
- 笑福亭矯太
- 笑福亭恭瓶
- 笑福亭喬楽
- 笑福亭岐代松
- 笑福亭銀瓶
- 笑福亭晃瓶
- 笑福亭小枝鶴 †
- 笑福亭小松 †
- 笑福亭吾竹 †（初代は明治時代に活躍）
- 笑福亭枝鶴 （当代は6代目)
- 笑福亭純瓶
- 笑福亭笑子
- 笑福亭松五
- 笑福亭松枝
- 松富久亭松竹 †（笑福亭の祖）
- 笑福亭笑助
- 笑福亭笑瓶（しょうへい）
- 笑福亭松鶴 †（7代目まで）
- 笑福亭松喬 （当代は7代目笑福亭松喬）
- 笑福亭松葉 †（後の7代目笑福亭松鶴）
- 笑福亭仁昇
- 笑福亭仁智
- 笑福亭仁福
- 笑福亭生喬
- 笑福亭生寿
- 笑福亭扇平
- 笑福亭達瓶
- 笑福亭たま
- 笑福亭竹我 †（2代目まで）
- 笑福亭竹三（明光→）
- 笑福亭竹林
- 笑福亭智之介
- 笑福亭智六
- 笑福亭智丸
- 笑福亭鶴光（当代は2代目。正しくは「つるこ」と読むが当代は「つるこう」と名乗っている）
- 笑福亭鶴二（元「笑福亭鶴児」）
- 笑福亭鶴蔵 †
- 笑福亭鶴瓶（当代は2代目だが代数は名乗っていない。正しくは「つるべい」と読むが当代は当初から「つるべ」と名乗っている）
- 笑福亭鶴松
- 笑福亭鉄瓶
- 笑福亭飛梅
- 笑福亭仁鶴（当代は3代目）
- 笑福亭仁幹
- 笑福亭仁嬌
- 笑福亭仁扇
- 笑福亭仁勇
- 笑福亭忍笑
- 笑福亭梅香 †（3代目まで）
- 笑福亭梅鶴 †（2代目まで）
- 笑福亭伯枝
- 笑福亭伯鶴
- 笑福亭風喬
- 笑福亭福圓 †（2代目まで）
- 笑福亭福笑
- 笑福亭福助 †
- 笑福亭福團治 †（2代目まで）
- 笑福亭福松 †（3代目まで）
- 笑福亭瓶生
- 笑福亭瓶吾
- 笑福亭瓶二
- 笑福亭べ瓶
- 笑福亭政右衛門 †
- 笑福亭松右衛門 †
- 笑福亭松之助 †（当代は2代目）
- 笑福亭遊喬
- 笑福亭由瓶
- 笑福亭里鶴 †
- 笑福亭里光
- 笑福亭呂鶴
- 笑福亭呂好
- 笑福亭呂竹
- 笑福亭和鶴
- 笑福亭和光

す
- 末廣家扇蝶 †

そ
- 曽呂利新左衛門 †（2世が落語家）

### た
た
- 橘家圓三
- 橘ノ圓天坊 †
- 橘ノ圓都 †
- 立花家花橘 †（2代目まで）
- 立花家千橘（当代は4代目）
- 橘家圓坊 †
- 橘家小圓太 †（5代目まで）
- 立川九玉 †（立川九玉→桂春吉→4代目桂文當→2代目桂文都→2代目月亭文都）
- 立川光柳 †（2代目立川三玉齋の門人。立川光柳→桂慶枝→3代目笑福亭松喬→3代目笑福亭松鶴→初代笑福亭木鶴→3代目笑福亭松鶴→竹山人。但し初代三玉齋の門人にも同名の落語家が見える。）
- 立川三角 †（のち立川談枝）
- 立川三吉 †（立川三吉→桂文朝→林家菊松→初代桂米朝→桂順朝→初代桂米朝→2代目桂米團治→3代目桂文團治）
- 立川三玉 †
- 立川三玉齋 †（2代目まで、立川三光が弟子に名を継がせた後に名乗る名跡）
- 立川三光 †（3代目まで）
- 立川三光齋 †（3代目立川三光が一時名乗っていた）
- 立川三枝 †
- 立川三藏 †
- 立川三鳥 †
- 立川三蝶 †
- 立川三馬 †
- 立川三木 †（初代立川三玉齋の門人。落語系圖では立川三木助の師匠となっている。）
- 立川談枝 †
- 立川都木造 †（「ときぞう」か。席亭の看板では“都キ造”になっている。）
- 立川南光 †
- 立川一 †
- 立川三木助 †（3代目立川三光の門人。初代桂南光→初代立川三木助→初代桂文三→2代目桂文枝→初代桂文左衛門。現在は江戸桂派の名跡「桂三木助」として残っている）
- 立川三木造 †
- 立川八百蔵 †（当初は初代笑福亭松鶴門下で笑福亭八百蔵。のち一門から離脱し立川八百蔵と改名した。亭号は「立川」だが上方立川流とも江戸立川流とも関係がない。）

つ
- 月亭かなめ †（→銀河亭かなめ。元ぜんじろう＆かなめ）
- 月亭生瀬 †
- 月亭可朝
- 月亭秀都
- 月亭太遊
- 月亭天使
- 月亭八織
- 月亭八光
- 月亭八戒 †（→きびのだんご。元どんきほ～て）
- 月亭ハッチ
- 月亭八斗
- 月亭ハッピー
- 月亭八方
- 月亭文都（当代は7代目、前名は月亭八天）
- 月亭方気
- 月亭方正（山崎邦正→）
- 月亭遊方
- 月亭遊真
- 月亭連方
- 月亭禄遊 †
- 露のききょう
- 露の吉次
- 露の五郎兵衛 †（2代目まで）
- 露の慎悟 †
- 露の新治
- 露の團四郎
- 露の団六
- 露の眞
- 露の団姫
- 露の瑞
- 露の都
- 露の雅
- 露の紫

て
- てんご堂雅落（笑福亭瓶太→）

### は
は
- 林家愛染
- 林家市楼
- 林家うさぎ
- 林家卯三郎
- 林家笑丸
- 林家木鶴 †（4代目まで）
- 林家菊丸（当代は3代目）
- 林家小染（当代は5代目）
- 林家正三 †（5代目まで）
- 林家染吉
- 林家染語楼 †（4代目まで）
- 林家染左
- 林家染二（当代は3代目）
- 林家染蔵 †
- 林家染雀
- 林家そめすけ（染輔→）
- 林家染三 †（3代目まで）
- 林家染太
- 林家染八
- 林家染丸（当代は4代目）
- 林家染之助 †（4代目まで）
- 林家竹丸
- 林家花丸

ふ
- 文の家春之助 †（4代目は当代の桂春之輔）

### ま
み
- 三升小三 †＾
- 三升紋三郎 †＾
- 三升家紋右衛門 †＾

も
- 森乃阿久太（名の読みは“あくたー”）
- 森乃石松
- 森乃福郎（当代は2代目。笑福亭福三→）
- 森乃みみずく†

## 関連人物

### 元落語家
- 漫才に転向
  - 芦乃家雁玉 †（漫才師、林田十郎とのコンビはエンタツ・アチャコに次ぐ人気を誇っていた。一時コンビを解消し都家文雄とコンビを組んでいた。元「春の家雁玉」、セミプロからプロの落語家に転向後5代目笑福亭吾竹に弟子入りしている。2代目露の五郎兵衛の師匠でもある。）
  - 一輪亭花蝶（漫才師、相方は最初は実兄の三遊亭川柳、その後松原勝美と組む。元「桂文蝶」、但し師匠は不明。）
  - 海原お浜（元「月の家桃子」）
  - オール巨人（元「林家三喜」）
  - オール阪神（元「林家三六」）
  - 鹿島洋々†（「鹿島洋々・林正二郎」「深田繁子・鹿島洋々」、元「笑福亭福三郎」）
  - 桂金吾†（3代目春風亭柳好門下）
  - 桂福笑（「桂福笑・港時子」、元京都の落語家桂福助門下、漫才に転向）
  - 五条家松枝†（上記つばめ等とコンビを組んだ。）
  - 笑福亭扇平（漫才師「こん松・せんべい」解散、師匠は笑福亭仁扇）
  - 橘家つばめ†（「橘家つばめ・鹿島洋々」「橘家つばめ・五条家松枝」）
  - 林家染団治（「林家染団治・小川雅子」、染団治は元帝都漫才協会会長）
  - 林家ライス（元「三升家勝丸」）
  - 二葉家吉雄†（元「三遊亭遊三郎」）
  - 文の家恋しく†（元「桂ひさご」）
  - 文の家都枝†（夫人の文の家七五三とコンビを組んだ）
  - 松原勝美（漫才師、相方を様々変えた後に一輪亭花蝶と組む。元「桂枝香」、但し師匠は不明。）
  - まな平（漫才師「くるくるサーカス」、元「桂きん坊」）
  - 都家文雄 †（漫才コンビ「都家文雄・静代」、弟子に人生幸朗、元「桂歌路」）
  - リーガル千太・万吉†（柳家金語楼の一門、戦時中は柳家千太・万吉、弟子にリーガル天才・秀才）
  - 流行亭歌麿†（元「桂春太楼」）
  - 小掘達夫（WAHAHA本舗所属「ガッポリ建設」、元「三遊亭ぐん丈」）
  - 三遊亭小円 †（三遊亭小圓とも表記。元「桂文彌」、「橘ノ円きん」）
- その他
  - 明石家さんま（タレントに転向、元は笑福亭松之助門下で「笑福亭さんま」）
  - 井出まゆみ（フリーアナウンサー、元「林家リボン」、林家染三門下でオール阪神・巨人や江本龍彦とは同門。落語家を廃業後アナウンサーになる。）
  - 伊集院光（タレントに転向、元「三遊亭楽大」）
  - 江本龍彦†（漫談家、元「林家大染」）
  - 花月亭九里丸†（漫談、百面相などの寄席芸、元「三升小鍋」、舌足らずだった為落語家としては早々に見切りを付けた。「花月亭」は吉本に名乗らされてのもの。一時期実父と同じ「丹波屋九里丸」を名乗っていた。）
  - 桂花次†（落語家活動不明）
  - 雷門ケン坊（俳優としても活躍したが引退）
  - 嘉門達夫（歌手に転向、元「笑福亭笑光」）
  - クーペ（歌手、元「林家クーペ」）
  - 桜家直造†（落語家活動不明）
  - 三遊亭圓子†（色物系落語家、セミプロからプロの落語家に転向したこともあり特定の師匠が居ない。“三遊亭”は勝手に名乗っていた）
  - 三遊亭柳枝 †（3代目）
  - 春風亭小町（引退、柳家小蝠の妻）
  - 宗矢樹頼（声優、元「三遊亭窓矢」）
  - 曾我廼家勢蝶†（元「桂一二三」）
  - 曾我廼家満月†（元「桂小米喬」）
  - 大門亭大蝶†（色物系芸人出身）
  - 大門亭東蝶†（元「桂東團治」）
  - 田村和也（俳優、元「柳家初花」）
  - 寺田佳江（フリーアナウンサー、元「林家レモン」、林家染三門下でオール阪神・巨人や江本龍彦とは同門。落語家を廃業後アナウンサーになる。）
  - 巴家おもちゃ（手遊）†（紙切り師に転向）
  - 江戸2代目林家正楽（元は林家彦六の門下、その後紙切りの初代正楽門下に移り紙切りの芸人へ）
  - 林家ペー（漫談家、元「ペー平」）
  - 春風イチロー（腹話術師）
  - 春風みやこ（腹話術師）
  - マグナム小林（ヴァイオリン漫談、元「立川小談林」）
  - 三升紋弥†（初代は7代目桂文治の弟子で三升家紋右衛門、2代目はその弟子、現3代目は2代目の息子江戸曲独楽の三増紋也。初代のみ初期に落語家活動）
  - 三升家勝栗†（落語家活動不明）
  - 三升家紋十郎†（落語家活動不明）
  - 三升家升三†（落語家活動不明）
  - 柳家三亀坊（立体紙芝居、柳家三語楼門下から立花家扇遊門下）
  - わきたかし（笑福亭松之助の弟子）

### 落語家休業中
- 桂春彦

### 文化人
かつて専業落語家になったものの廃業し、文化人などに転じた者のみを記載。文化人・タレントとして名をなした後に落語「も」挑戦した場合（例えば立川藤志楼（作家高田文夫）、ミッキー亭カーチス（歌手ミッキーカーチス）ら）を除く。
- 永井荷風（小説家、元「三遊亭夢之助」（三笑亭ではない））
- 乙田東洋司（作家、遊戯文芸研究家、上方言語遊戯の会「笑鬼会本院」会長、元「三遊亭扇生」）
- 和多田勝（イラストレーター、元「笑福亭小つる」）

### 実業家
- 横山信治（元「笑福亭手遊」、笑福亭鶴瓶が入門時に居た小学生の兄弟子、名は『おもちゃ』と読む。七代目松鶴のすぐ下の弟弟子にあたる）

### その他
- ミッキーカーチス（歌手、「ミッキー亭カーチス」）
- 山田隆夫（俳優、歌手、「鈴々舎鈴丸」）
- テリー伊藤（タレント、TVプロデューサー、「林家テリ平」）
- 森末慎二（元体操選手、「金原亭慎之介」、別名「金メダル亭慎二」）
- フランキー堺（俳優、「桂文昇」 †（代外））
- 青空俳句（美川憲一の付き人）
- 島田紳助（一度だけ桂三枝（現・六代目桂文枝）の呼びかけで高座に上がらされた。※テレビ番組松紳の発言より）
- 大平サブロー（桂雀々と共に落語会を開催している）
- 渡辺裕薫（シンデレラエキスプレス、漫才師、「3代目珍限亭をじ弥」）
- 角淳一（元毎日放送アナウンサー、笑福亭鶴瓶や笑福亭鶴光とは悪友で落語会に顔を出したりしている。）
- 三代澤康司（朝日放送アナウンサー、以下のメンバーで関西民放アナウンサーによる落語会「民放アナウンサー対抗落語会」を開催）
- 柏木宏之（毎日放送アナウンサー、「喋家舞句」）
- 森武史（読売テレビアナウンサー）
- 近藤光史（フリーアナウンサー、「吠え吠え亭コン太郎」）
- 粉川真一(宮崎放送アナウンサー、「立川らく生」)